# UFC 177
UFC 177: Dillashaw vs. Soto è stato un evento di arti marziali miste tenuto dalla Ultimate Fighting Championship il 30 luglio 2014 al Sleep Train Arena di Sacramento, Stati Uniti.

## Retroscena
L'evento principalmente doveva tenersi al MGM Grand Garden Arena a Las Vegas, per il rematch per il titolo dei pesi mediomassimi tra il campione Jon Jones e lo sfidante Alexander Gustafsson; ma successivamente questo match fu spostato all'evento UFC 178.
In questo evento si doveva disputare l'incontro titolato tra il campione dei pesi gallo e l'ex campione Renan Barão, battuto appunto da Dillashaw nell'evento UFC 173; il giorno precedente all'evento Barao ebbe problemi nel taglio del peso, quindi venne sostituito da Joe Soto nel main event.
Demetrious Johnson doveva difendere il titolo dei pesi mosca contro Chris Cariaso nel co-main event; questo incontro però venne spostato nell'evento UFC 178 dopo l'annullamento dell'incontro tra Jon Jones e Daniel Cormier.
Justin Edwars doveva sfidare Yancy Medeiros in questo evento; Edwars dovette però rinunciare all'incontro a causa di un infortunio, quindi venne sostituito dal nuovo entrante Damon Jackson.
Venne cancellato anche l'incontro tra Scott Jorgensen e Henry Cejudo; quest'ultimo non riuscì ad rientrare nel peso della categoria.

## Risultati
|                                                   | Divisione          |                       |                 |                 | Metodo                                       | Round           | Tempo           | Premio          |
| Card principale                                   | Card principale    | Card principale       | Card principale | Card principale | Card principale                              | Card principale | Card principale | Card principale |
| ------------------------------------------------- | ------------------ | --------------------- | --------------- | --------------- | -------------------------------------------- | --------------- | --------------- | --------------- |
| Sfida valida per il titolo di campione indiscusso | Pesi Gallo         | T.J. Dillashaw (c)    | batte           | Joe Soto        | KO (calcio in testa e pugni)                 | 5               | 2:20            | POTN            |
|                                                   | Pesi Leggeri       | Tony Ferguson         | batte           | Danny Castillo  | Decisione non unanime (28-29, 29-28, 29-28)  | 3               | 5:00            |                 |
|                                                   | Pesi Gallo Femmine | Bethe Correia         | batte           | Shayna Baszler  | KO Tecnico (pugni)                           | 2               | 1:56            |                 |
|                                                   | Pesi Leggeri       | Carlos Diego Ferreira | batte           | Ramsey Nijem    | KO Tecnico (pugni)                           | 2               | 1:53            | FOTN            |
|                                                   | Pesi Leggeri       | Yancy Medeiros        | batte           | Damon Jackson   | Sottomissione verbale (reverse buldog choke) | 2               | 1:54            |                 |
| Card preliminare                                  |                    |                       |                 |                 |                                              |                 |                 |                 |
|                                                   | Pesi Medi          | Derek Brunson         | batte           | Lorenz Larkin   | Decisione unanime (30-27, 30-27, 30-27)      | 3               | 5:00            |                 |
|                                                   | Pesi Massimi       | Anthony Hamilton      | batte           | Ruan Potts      | KO Tecnico (pugni sul corpo)                 | 2               | 4:17            |                 |
|                                                   | Pesi Leggeri       | Chris Wade            | batte           | Cain Carrizosa  | Sottomissione (ghigliottina)                 | 1               | 1:12            |                 |

## Premi
I lottatori premiati ricevettero un bonus di 50.000 dollari.
Legenda:
- FOTN: Fight of the Night (vengono premiati entrambi gli atleti per il miglior incontro dell'evento)
- POTN: Performance of the Night (viene premiato il vincitore per la migliore performance dell'evento)

## Incontri annullati
|                                                   | Divisione         |                    |        |                      | Motivo                                     |
| ------------------------------------------------- | ----------------- | ------------------ | ------ | -------------------- | ------------------------------------------ |
| Sfida valida per il titolo di campione indiscusso | Pesi Gallo        | T.J. Dillashaw (c) | contro | Renan Barão          | Barao ebbe problemi con il taglio del peso |
|                                                   | Pesi Massimi      | Ruslan Magomedov   | contro | Richard Odoms        | Odoms deette forfeit                       |
|                                                   | Pesi Mediomassimi | Jon Jones          | contro | Alexander Gustafsson | Incontro spostato a UFC 178                |
|                                                   | Pesi mosca        | Demetrious Johnson | contro | Chris Cariaso        | Incontro spostato a UFC 178                |
|                                                   | Pesi Mediomassimi | Jon Jones          | contro | Daniel Cormier       | Jon Jones si infortunò                     |
|                                                   | Pesi Leggeri      | Justin Edwards     | contro | Yancy Medeiros       | Edwards subì un infortunio                 |
|                                                   | Pesi Mosca        | Scott Jorgensen    | contro | Henry Cejudo         | Cejudo ebbe problemi nel taglio del peso   |